# Phreaking
El phreaking o pirateig informàtic consisteix en l'experimentació o la manipulació d'un sistema telefònic. La paraula phreaking prové de la combinació de paraules en anglès phone (telèfon) y freak (monstre). Els phreakers son les persones que es dediquen a utilitzar aquesta tècnica, normalment per fer actes il·legals. Son experts en l'àmbit de les telecomunicacions, sobretot en telèfons mòbils. El phreaking va sorgir als Estats Units a finals de la dècada del 1950, però no va ser fins a les dècades dels 60 i 70 que va aconseguir una gran popularitat.
En els anys 60 les trucades telefòniques no eren de franc (les trucades il·limitades encara no existien) així que tota trucada que es fes s'havia de pagar, tant nacional com internacional. Un dels primers assoliments del phreaking va ser aconseguir fer trucades gratuïtes utilitzant simplement un to de freqüència de 2600 Hz. Aquesta tècnica funcionava mitjançant el fet que les teleoperadores van introduir el marcatge per tons, i aquests tons incloïen alguns que utilitzaven les companyes a nivell intern. Els phreakers es van adonar mitjançant l'experimentació que utilitzant un to de freqüència de 2600 Hz durant una trucada es deixava una línia d'operadora oberta que es podia explotar per trucar de franc a qualsevol lloc. Al principi per aconseguir arribar a la freqüència de 2600 Hz s'utilitzaven uns xiulets que es regalaven a les capses dels cereals Capn' Crunch, però mes endavant es van dissenyar les blue boxes que eren un dispositius que es connectaven a la xarxa telefònica i retransmetien la freqüència de 2600 Hz. D'aquestes “boxes” existeixen uns 75 tipus en total, i cadascuna es feia servir per no pagar trucades de maneres distintes.
Actualment els phreakers segueixen fabricant tot tipus d'equips electrònics per interceptar sistemes telefònics per crear les seves pròpies xarxes telefòniques a càrrec de les víctimes interceptades. Exploten incidències de seguretat o errors en els sistemes informàtics per aconseguir els seus objectius i superar nous reptes que els posen les teleoperadores. Avui dia els phreakers utilitzen moltes tècniques hackers i se'ls considera un subgrup de hackers especialitzats en la telefonia.